# Nada al-Ahdal
Nada al-Ahdal est une militante des droits de l'homme et résidente du Yémen, connue pour avoir échappé à deux mariages arrangés par ses parents.
En 2013, al-Ahdal, alors âgée de 10 ans, publie une vidéo sur YouTube parlant des mariages d'enfants ainsi que de son propre cas.
Plus tard, Nada Al-Ahdal a fondé la Nada Foundation, une organisation basée en Grande-Bretagne qui porte son nom. En reconnaissance de son activisme, elle a remporté le prix de la femme arabe pour l'année 2021 de l'Arab Foundation à Londres De plus, elle est ambassadrice pour Do for Good en Espagne. En 2023, elle poursuit des études en droit international en Grande-Bretagne, où elle réside également

## Premier pacte de mariage
Selon Nada al-Ahdal et son oncle Abdel Salam al-Ahdal, elle devait être mariée à un riche expatrié alors qu'elle n'était âgée que de 10 ans et 3 mois. Ses parents avaient accepté de l'argent du prétendant, mais son oncle les en a dissuadés en disant que Nada al-Ahdal n'était pas assez modeste pour lui.
Abdel a déclaré : « Quand j'ai entendu parler du marié, j'ai paniqué. Nada n'avait même pas 11 ans, elle avait exactement 10 ans et 3 mois. Je ne pouvais pas permettre de la laisser se marier et de voir son avenir détruit. » Le prétendant alors écarté, al-Ahdal a continué de vivre avec ses parents, mais plus tard elle les quitta et s'enfuit chez son oncle.
Au moment de l'accord, le prétendant avait 26 ans, 16 ans de plus que al-Ahdal. Le montant convenu pour al-Ahdal était de 2 000 $.

## Second pacte de mariage
En 2013, à l'âge de 10 ans, al-Ahdal télécharge une vidéo de deux minutes et demi sur YouTube qui devient rapidement virale. Dans la vidéo, elle accuse ses parents d'essayer de la marier en échange d'argent. La vidéo est diffusée en arabe, mais un utilisateur YouTube l'a traduite et l'a téléchargée sur YouTube avec des sous-titres en anglais. Syd_G, un utilisateur de Reddit, a partagé la vidéo sur son site, ce qui a permis une diffusion plus large sur les réseaux sociaux. La vidéo est visionnée plus de sept millions de fois en trois jours.
La sœur d'al-Ahdal avait récemment été mariée à l'âge de 14 ans, et al-Ahdal à l'âge de 12 ans devait être mariée dans un « futur proche ».
Dans la vidéo, al-Ahdal commence par dire : « C'est vrai que je me suis enfui de ma famille. Je ne peux plus vivre avec eux. Assez. Je veux aller vivre avec mon oncle. Qu'en est-il de l'innocence de l'enfance ? Pourquoi les mariez-vous comme ça ? » Elle poursuit en disant qu'elle préférerait mourir que d'être mariée, évoquant des occasions d'éducation perdues, le suicide parmi les jeunes mariées et une mort prématurée. Elle a également parlé de sa tante qui avait été mariée à l'âge de 14 ans et qui avait été victime d'abus de la part de son mari beaucoup plus âgé avant de s'asperger d'essence et de s'immoler par le feu.
Nada al-Ahdal s'enfuit de chez elle pour échapper au mariage et est rapidement prise en charge par son oncle, technicien en montage et graphiste pour une chaîne de télévision.

## Controverse
De nombreux médias au Moyen-Orient dénoncent les allégations d'al-Ahdal comme étant fabriquées ou une tromperie au sujet de la coutume yéménite et islamique. Le Yemen Post l'accuse d'avoir tenté de ruiner les coutumes yéménites et islamiques. Le magazine arabe The Majalla affirme qu'en raison des liens de son oncle avec les médias, il aurait essayé d'exploiter al-Ahdal en « transformant la jeune écolière en nouveau Nujood [Ali] du Yémen » afin qu'ils puissent abolir le mariage des enfants au Yémen. Cependant, contrairement à ce que ses parents ont déclaré, Nada al-Ahdal a déclaré qu'ils menaçaient de la tuer par honneur si elle refusait le pacte de premier mariage.
Ahmad Algorashi, président de Seyaj (ONG locale de protection de l'enfance, partenaire de l'UNICEF), et Ramziya al-Iryani, présidente de l'Union des femmes yéménites, ont déclaré qu'ils ne croyaient pas que les parents de Nada aient essayé de la forcer à se marier, même si Nada et son oncle insistaient que son histoire était vraie.[réf. nécessaire]

## Impact
Les allégations d'al-Ahdal ont soulevé le débat sur le mariage des enfants dans les médias internationaux. Des articles de partout dans le monde citent souvent l'étude de Human Rights Watch, qui stipule que le Yémen n'a pas d'âge minimum pour le mariage, et qu'environ la moitié de toutes les femmes mariées au Yémen sont mariées encore enfants.
Dans un article sur al-Ahdal, le Forum politique international a déclaré : « Certaines statistiques peuvent aider à replacer cette histoire dans son contexte : selon les Nations Unies, une fille sur neuf dans les pays en voie de développement sera mariée à l'âge de 15 ans, et environ 14,2 millions de filles par an deviendront probablement des épouses encore enfants au cours de la prochaine décennie ».
Le cas de Nada Al-Ahdal et des pactes de mariage d'enfants ont été traités par CNN, The Huffington Post, la BBC et beaucoup d'autres médias. Les rapports de l'incident par les médias mondiaux ont attiré l'attention sur la question du mariage des enfants.

## Travaux
Le 3 décembre 2015, L'histoire de la fille qui s'est défendue contre le mariage des enfants, co-écrit par al-Ahdal et le directeur yéménite Khadija al-Salami a été publiée en français par les éditions Michel Lafon. La première version est en français, intitulé La rosée du Matin. Une autre version en polonais est intitulée Jedenastoletnia zona.
Elle a aussi participé au film Moi Nojoom, 10 ans, divorcée.
La chaîne de télévision saoudienne MBC 1 a produit une enquête détaillée sur son histoire,.